# Edificio Etxargi
El Edificio Etxargi es un edificio residencial diseñado por los arquitectos César Portela e Iñaki Peña Gallano. Está ubicado en Abandoibarra, próximo a la plaza Euskadi y contiguo al Edificio Artklass y al parque Casilda Iturrizar, en la calle Lehendakari Leizaola de la villa de Bilbao.

## Características
Etxargi está conformado por un bloque de viviendas con bajos comerciales en una zona privilegiada del Ensanche de Bilbao, próxima a la ría y al Parque Iturrizar, entre el Museo Guggenheim y el Palacio Euskalduna.
El edificio está compuesto por dos volúmenes que alojan las viviendas, separados por un espacio central donde el protagonista es el espacio que acoge un jardín que asciende en vertical los treinta metros de altura del patio interior, por el que se desplazan ascensores panorámicos y cruzan pasarelas.

## Medios de transporte
- Estación de Moyua del metro de Bilbao.
- Estación de Euskalduna del tranvía de Bilbao.